# Theater De Lievekamp
Theater De Lievekamp is een theater in de Nederlandse stad Oss (provincie Noord-Brabant), geopend in 1968. In 1958 werd Stichting Sociaal Cultureel Centrum De Lievekamp opgericht en het theater opende zijn deuren op 20 september 1968. Bij het grote publiek werd het theater bekend door o.a. de uitzendingen van de Ted Show, gepresenteerd door Ted de Braak.
Het theater programmeert zo’n 250 tot 300 voorstellingen per jaar in diverse theatergenres.

## Geschiedenis
Het idee voor de bouw van een theater in Oss ontstond aan het eind van de jaren vijftig. De Ossche Industrieele Kring, aangevoerd door Dr. Saal van Zwanenberg, was ervan overtuigd dat een modern theater Oss een impuls zou geven, waardoor de Osse industrie meer divers opgeleid personeel zou kunnen aantrekken. In 1962 werd daartoe de Stichting Sociaal Cultureel Centrum De Lievekamp opgericht. Met bijdragen van de gemeente, het Rijk en een kwart miljoen gulden van de Ossche Industrieele Kring startte de firma Berghege in 1966 de bouw. Het gebouw werd ontworpen door Cees Geenen namens het architectenbureau Oskam & Geenen. 
Op 20 september 1968 opende Schouwburg De Lievekamp zijn deuren met Theo Appels als directeur aan het roer. De opening werd gevierd met een concert van Het Brabants Orkest. In de jaren zeventig streek de publieke omroep neer in De Lievekamp. De uitzendingen van de Ted Show, gepresenteerd door Ted de Braak, werden van 1978 tot en met 1984 in het theater opgenomen, waardoor het theater nationale bekendheid kreeg. Ook vele (Osse) amateurverenigingen stonden vanaf het begin op het podium van het theater.
In 1988 werd Theo Appels opgevolgd door Ruud Raaijmakers. Die legde meer de nadruk op de professionele voorstellingen binnen de programmering van het theater. Met name de opera’s en balletten die hij uit Oost-Europa haalde en musicals als My Fair Lady en Anatevka, droegen bij aan het succes van De Lievekamp. Een reeks van artiesten als Henk van Ulsen, Ellen Vogel, Adèle Bloemendaal, Drs. P, André Rieu, Herman van Veen, Hans Teeuwen, Youp van ’t Hek en Bert Visscher volgde. In 2001 nam Hilda Vliegenthart de directeurspositie over van Ruud Raaijmakers. Sinds 2015 is Coen Bais directeur van De Lievekamp. In 2021 werd bekend dat Coen Bais zou vertrekken als directeur, waardoor het theater op zoek moest naar een nieuwe directeur. Loek Buys vervulde na zijn vertrek de rol als interim-directeur, waarna in 2025 Sjoert Bossers werd aangesteld als nieuwe directeur van het theater.

### Renovatie en uitbreiding
In de jaren 2020 werd besloten om het theater te renoveren en uit te breiden. De kosten van deze renovatie werden geschat op 60 miljoen euro. Een bijzonder aspect van de renovatie was dat het Zuiderstrandtheater uit Scheveningen werd verplaatst naar Oss om als nieuwe grote zaal van De Lievekamp te dienen. De huidige grote zaal van De Lievekamp zou behouden blijven en dienen als middenzaal. De nieuwe zaal wordt verwacht eind 2025 te openen.

### Poppentheater Marag
Vanaf het begin van de jaren zeventig werden in het souterrain van het theater (de huidige Marag Zaal) poppenvoorstellingen gespeeld door Margriet Pullens-Ziegler en Agnes Huygen-Lohman. Deze voorstellingen werden gespeeld onder de naam ''Stadspoppentheater MARAG'', waarbij de naam werd gevormd door een samenvoegsel van de eerste letters van de voornamen van de oprichtsters. Kenmerkend voor de voorstellingen waren de zelfgemaakte poppen en poppenkast. Vanaf 2013 nam theater De Lievekamp echter de activiteiten van Poppentheater Marag over. Margriet Pullens en Agnes Huygen ontvingen tijdens de viering van hun 40-jarig jubileum beiden een Osje van Verdienste uit handen van burgemeester Wobine Buijs-Glaudemans. In december 2023 en januari 2024 kampte het theater met grondwaterproblemen, waar ook de Marag Zaal last van had. Met de vernieuwbouw in het vooruitzicht is besloten om vanaf 2024 niet meer te programmeren in de Marag Zaal en sindsdien is deze zaal niet meer in gebruik door het theater.

## Organisatie
| Jaar       | Directeur                       |
| ---------- | ------------------------------- |
| 1968-1987  | Theo Appels                     |
| 1987       | Jan Wijtmans                    |
| 1988-2001  | Ruud Raaijmakers                |
| 2001       | Jos Spijkers (interim)          |
| 2002-2015  | Hilda Vliegenthart-Klein Bramel |
| 2015-2023  | Coen Bais                       |
| 2024-2025  | Loek Buys (interim)             |
| 2025-heden | Sjoert Bossers                  |

## Zalen en publieksruimtes

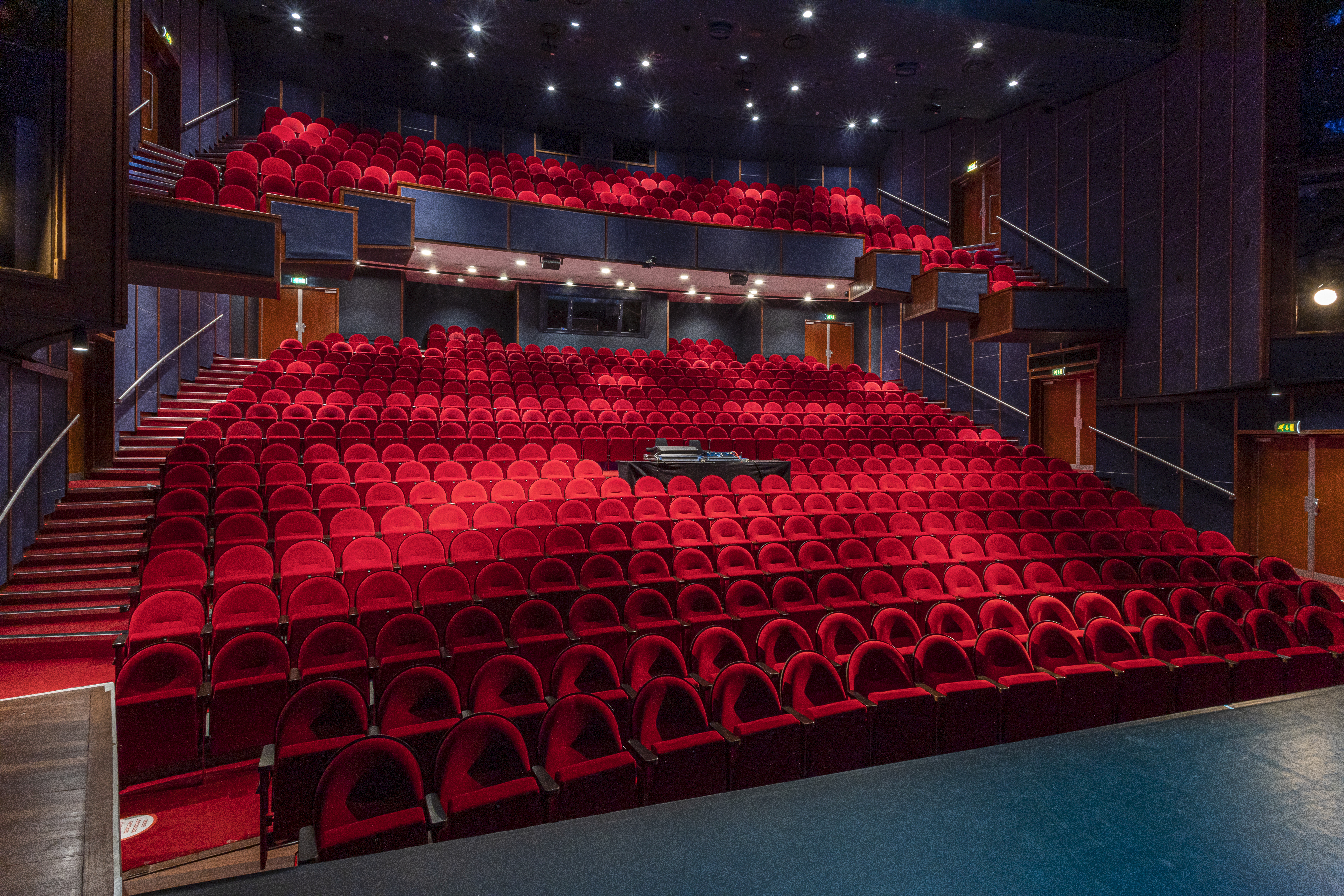
Grote Zaal

De Lievekamp beschikt over drie theaterzalen, met ieder een eigen capaciteit, inzetbaarheid en technische faciliteiten:
- Grote Zaal – Deze zaal beschikt over een capaciteit van 650 personen.
- Rabo Zaal – Deze zaal heeft een inschuifbare tribune en is daardoor inzetbaar in diverse opstellingen. Deze beschikt over een capaciteit van 250 (met tribune) tot 400 (zonder tribune) personen

De Lievekamp beschikt verder over een Theatercafé en een aantal foyers. Deze publieksruimtes worden onder andere gebruikt voor artiesten en voor zakelijke doeleinden. Het betreft de Artiestenfoyer, de Rechte Foyer en de Ronde Foyer.  

## Programmering
De Lievekamp programmeert gedurende het gehele theaterseizoen diverse voorstellingen in verschillende theatergenres, waaronder cabaret, dans, jazz, musical, muziektheater. 
Theater van de Stad is de sociaal-maatschappelijke programmalijn van theater De Lievekamp. Het theater zoekt hiermee actief verbinding in de wijken en kerndorpen van Oss, maar staat ook open voor samenwerking in de regio. Sinds haar ontstaan in 2017 is Theater van de Stad uitgegroeid tot een intrinsiek onderdeel van de identiteit van theater De Lievekamp als een theater met een hart.